# South Milwaukee, Wisconsin
South Milwaukee là một thành phố thuộc quận Milwaukee, tiểu bang Wisconsin, Hoa Kỳ. Năm 2020, dân số của thành phố này là 20 795 người.